# Tushek
Tushek is een Brits-Sloveens fabrikant van supersportwagens.

## Geschiedenis
Tushek werd in 2008 opgericht door de Sloveense autocoureur Aljoša Tushek. Hij begon in 2004 zijn eigen supersportwagen te ontwikkelen. De Renovatio TS 500 werd in 2012 voorgesteld, en was gebaseerd op de Slowaakse K-1 Attack kitcar. In 2014 volgde de TS 600.
In 2011 kwam de Israëlische zakenman Jacob Carl Spigel erbij. Het bedrijf werd omgedoopt tot Tushek en Spigel Supercars en in Oostenrijk gevestigd. In 2016 ging het bedrijf failliet. Het jaar daarop werd de nieuwe firma Tushek Limited opgericht in het Verenigd Koninkrijk. Twee jaar later werd de hybride TS 900 H Apex voorgesteld. Er werd ook verder gewerkt aan een volledig elektrische sportwagen. In 2023 werd de Aeon voorgesteld, die zowel met een hybride-aandrijving als volledig elektrisch bestond.

## Modellen

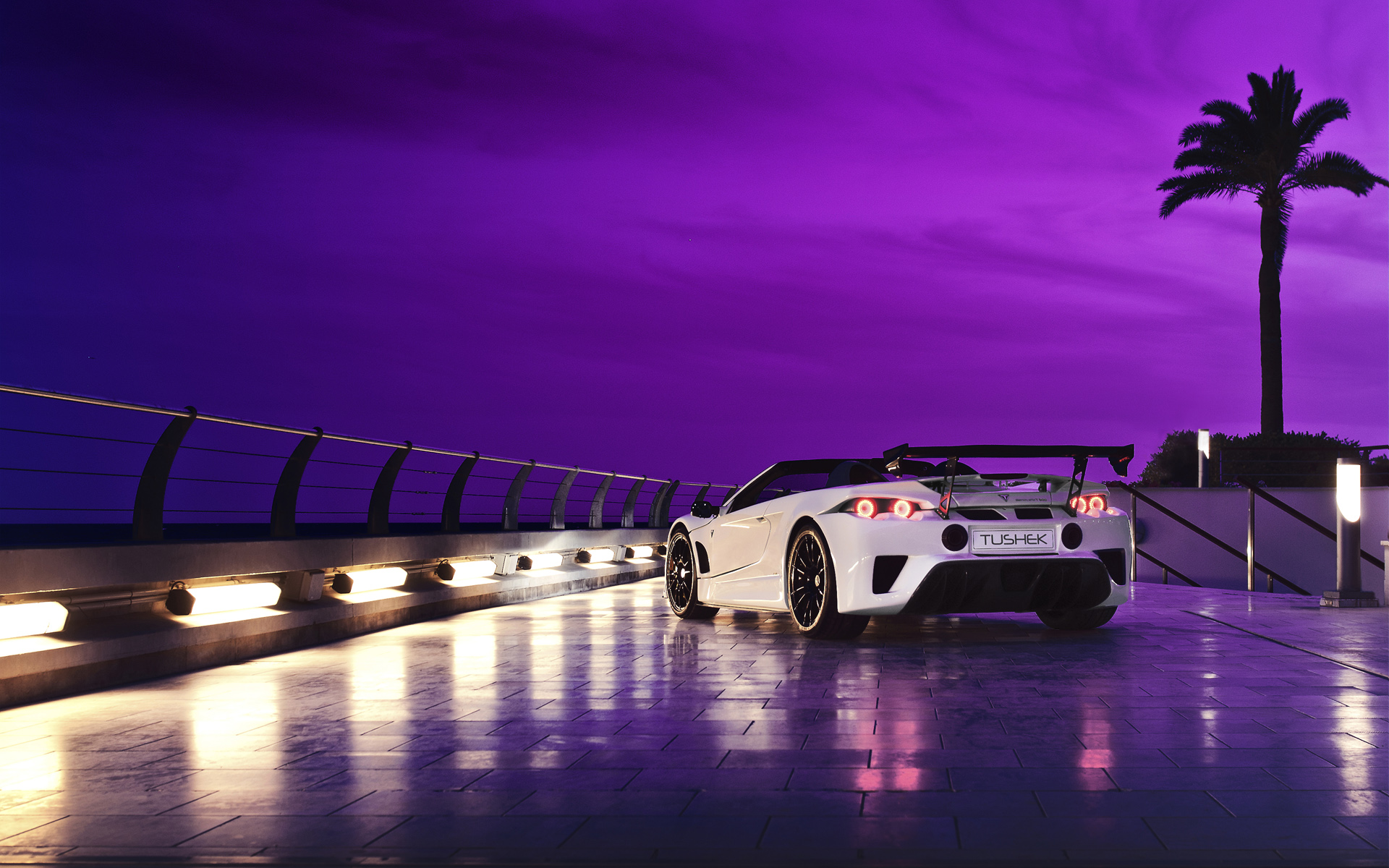
TS 500
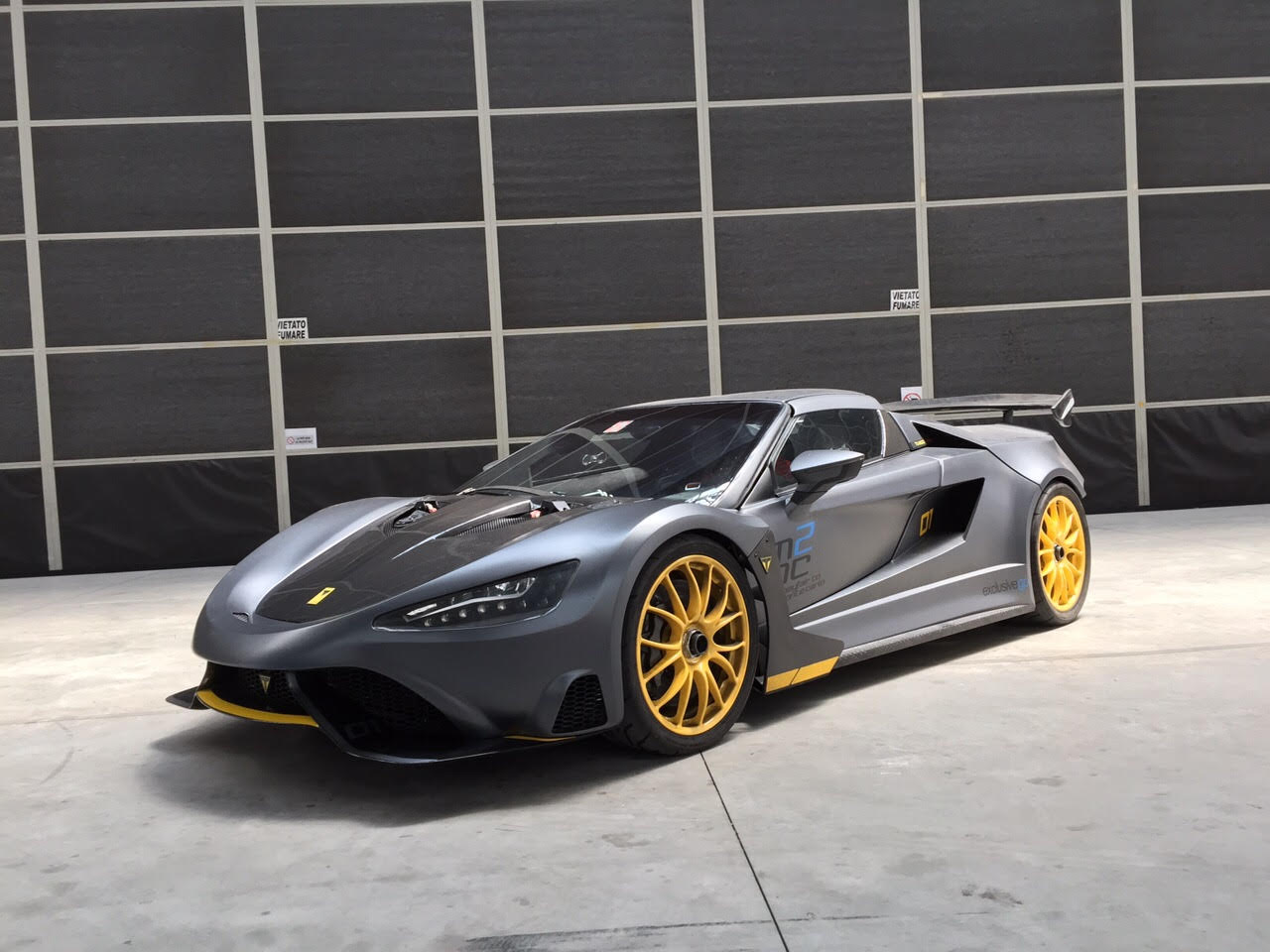
TS 600
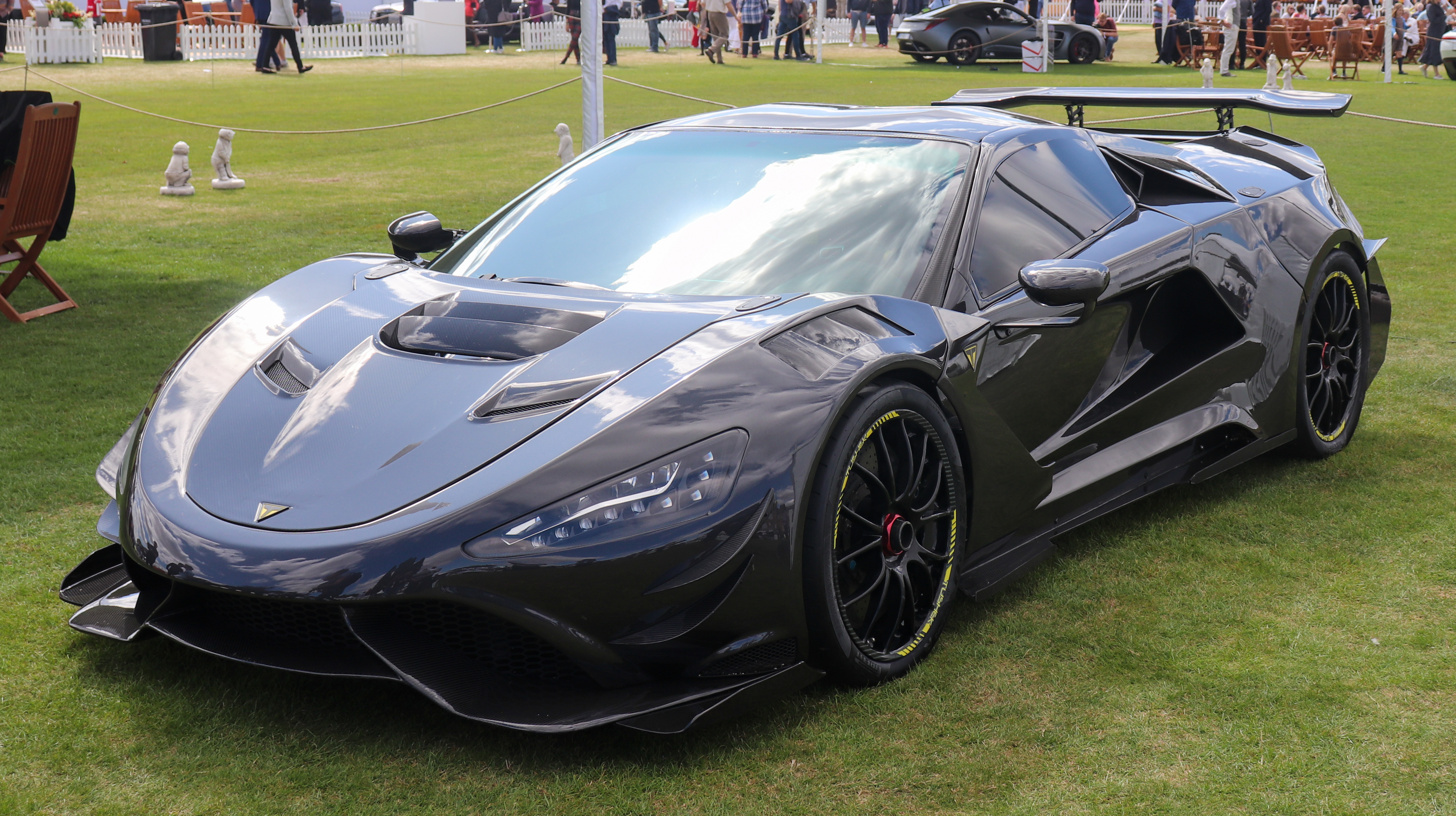
TS 900 H Apex